# Narcisa de Jesús
Narcisa de Jesús Martillo Morán (Nobol, 29 de octubre de 1832 - Lima, 8 de diciembre de 1869) fue una joven laica religiosa ecuatoriana, beatificada el 25 de octubre de 1992 por Juan Pablo II y canonizada el 12 de octubre de 2008 por Benedicto XVI.

## Biografía
Fue la sexta de nueve hijos del matrimonio de Pedro Martillo y Josefa Morán, que eran agricultores. 
A los 7 años recibió el sacramento de la Confirmación de Francisco Xavier de Garaycoa, primer obispo de Guayaquil. Sus seis primeros años se desplegaron en medio de la vida campesina trabajadora, serena y tranquila. 
Era muy joven cuando su madre murió, por lo que ella se encargó de cuidar de sus hermanos menores. 
Desde los 15 años fue costurera. En esta época comenzó a leer sobre la vida de Mariana de Jesús, lo cual la marcó, adoptando la espiritualidad de esta santa quiteña.
A los 18 años murió su padre y ella emigró a Guayaquil. Allí alternó los oficios domésticos con la oración y la penitencia, teniendo a Amadeo Millán como director espiritual.
En la Catedral de Guayaquil dedicó mucho tiempo al apostolado, especialmente con niños, a quienes enseñaba el catecismo. Trabajar con jóvenes abandonadas y refugiadas en la Casa de las Recogidas, utilizando el canto y la enseñanza del catecismo como medio de formación pedagógica. Mientras vivió en Guayaquil perteneció a la Asociación Piadosa de Hijas de María, cuyo programa consistía en la práctica de las virtudes cristianas y en las obras de apostolado y caridad. 
En 1868, el franciscano Pedro Gual y Pujadas, uno de sus directores, le invitó a Lima para continuar con su formación. Allí vivió en el Convento del Patrocinio (Casa de las Hermanas de la Orden Laical de Santo Domingo) como laica, participando en las diferentes actividades al igual que las religiosas. Aquí siguió un exigente programa de reflexión diaria de ocho horas, que se caracterizó por el silencio y la soledad. También dedicó cuatro horas de la noche a varias formas de mortificación que incluían flagelaciones y llevar una corona de espinas. Ella ayunaba solo a pan y agua y comía solo la Eucaristía, mientras que a veces se la veía en un estado de éxtasis.
En septiembre de 1869 se descubrió su enfermedad, que le provocó la muerte el 8 de diciembre.
Su cuerpo fue enterrado en el Cementerio Presbítero Matías Maestro, donde permaneció hasta 1955, cuando fue exhumado y se le descubrió incorrupto, siendo repatriado a Ecuador, a la ciudad de Guayaquil, en 1955 y ahora permanece en Nobol, su pueblo natal.

## Santidad

### Beatificación

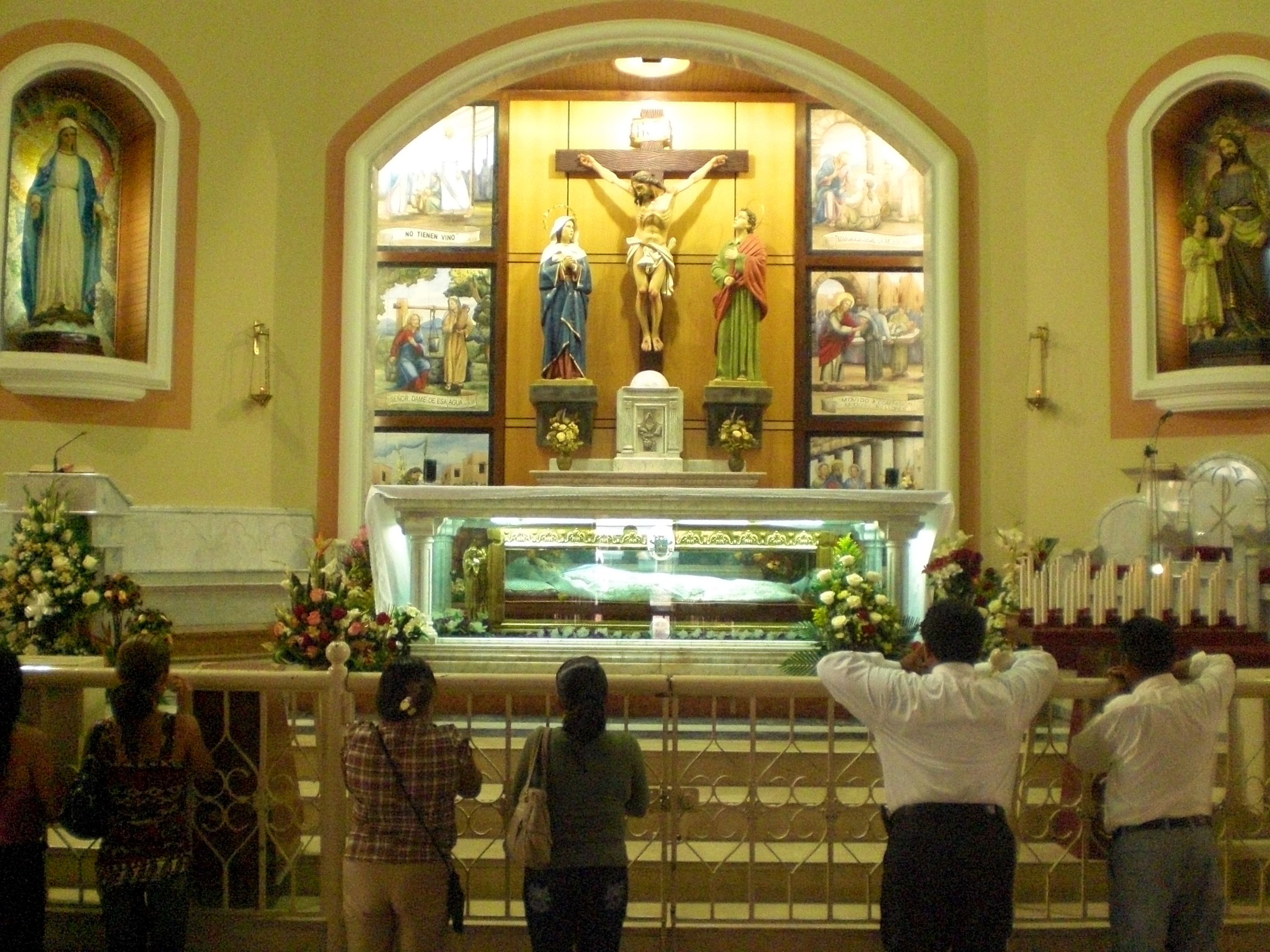
El cuerpo de la Santa venerado por los fieles.

La causa de canonización se inició con el proceso informativo encargado de recoger la documentación necesaria sobre su biografía y su reputación de santidad. El proceso de información duró desde el 26 de septiembre de 1961 hasta el 10 de julio de 1962. La documentación producida durante los años del proceso de información recibió la aprobación teológica el 8 de julio de 1965. El primer milagro atribuido por su intercesión fue a Juan Pesántez Peñaranda. Él nunca se casó y tampoco conoce sus orígenes familiares porque a los nueve meses fue entregado a una pareja en Gualaceo, la que a los 10 años abandonó para ir a trabajar en las bananeras de Pasaje, en El Oro. Cierto día de trabajo se golpeó la frente con un tallo de plátano, lo que le originó varios tumores. Pero en 1967, tras repetidas intervenciones quirúrgicas que no le ayudaron a superar el mal que padecía, recibió la sanación de Narcisa.(...)
Tenía algo más de 20 años y muchos le decían que pida un milagro. Pero él no creía. “Solo tenía fe en un Dios lejano”, pero un día mientras estaba en el Hospital Luis Vernaza, se le acercó un policía quien le sugirió que le escriba a “Narcisita", pero él era escéptico en esas cuestiones. Sin embargo, mientras descansaba tuvo un sueño. Ahí habló con ella y le dijo: ‘Narcisita, si es de curarme, ¡cúrame!, sino ¡llévame!’. “Y me respondió ‘te vas a curar. Anda ponle una velita a la Virgen’. Cuando me desperté conté a todos que me iba a sanar, pero la mayoría pensaban que la enfermedad me había vuelto loco”. El milagro que curó el cáncer de Juan Pesántez aportó a su beatificación. 
Por lo tanto, la positio fue enviada a Roma a la Congregación de Ritos (hoy Congregación para la Causa de los Santos) para ser objeto de una nueva revisión, antes de que los historiadores lo aprobaran el 8 de mayo de 1974. La introducción formal de la causa tuvo lugar el 27 de septiembre de 1975 cuando Papa Paulo VI la nombró Sierva de Dios. 
Los teólogos se reunieron para discutir la causa el 24 de julio de 1984 pero no llegaron a la unanimidad de votos, por lo que se llevó a cabo la segunda sesión el 20 de diciembre de 1984, que dio resultado positivo. Los miembros de la Congregación para las Causas de los Santos también aprobaron la causa el 16 de junio de 1987. La Sierva de Dios fue nombrada Venerable el 23 de octubre de 1987 después de que el Papa Juan Pablo II reconociera sus virtudes heroicas.
En 1992, la Santa Sede reconoció el primer milagro cuando hizo que un tumor desapareciera.(...)
El 25 de octubre de 1992, fue beatificada, por el papa Juan Pablo II, propuesta como modelo de laica y catequista; la celebración fue en la Ciudad del Vaticano, 
En dicha ceremonia, Juan Pablo II señaló: 

Narcisa de Jesús Martillo Morán es presentada hoy por la Iglesia como un modelo de virtud, especialmente para tantas mujeres de América Latina que, como ella, tienen que emigrar del campo a la ciudad en busca de trabajo y sustento.

### Canonización
Edelmira Arellano era una niña que había nacido sin órgano genital. En 1992 y a la edad de siete años se curó luego de que su madre acudiera al Santuario y pidiera por la salud de su hija. Ese mismo día la niña acudió al consultorio del médico que la trataba y constató que su condición física era normal.(...)
Mons. Juan Larrea, Arzobispo de Guayaquil en ese entonces, ordenó la investigación del caso, en el que se estipuló la consulta a testigos y médicos. La documentación recopilada fue enviada a la Santa Sede. Los cinco médicos que estudiaron el caso concluyeron que Edelmina Arellano recibió en 1992 la "restitución completa del defecto anatómico, congénito, de manera imprevista, completa y duradera, científicamente inexplicable."(...)
El por entonces vicario general de  Guayaquil, P. Roberto Pazmiño, explicó que la ceremonia de canonización se efectuaría después de que un grupo de teólogos y cardenales certificara e informase al papa Benedicto XVI al respecto, quien definirá el proceso iniciado en 1962. 
El papa Benedicto XVI la canonizó el domingo 12 de octubre de 2008 en la Ciudad del Vaticano. 
Es el cuarto santo latinoamericano que proclamó el pontífice.(...)

## Santuario
En Lima, lugar de su muerte, fue donde inició la veneración a su cuerpo incorrupto y así creció su fama de santidad. Y a partir de allí el cuerpo de la santa fue llevado a Guayaquil donde reposó en la Iglesia de San José de los padres Jesuitas, y posteriormente en Nobol, su tierra natal. 
Consecutivamente con su beatificación en 1992, se produjo la construcción del templo, ayudados con las limosnas de los peregrinos. 
Este hermoso templo fue erigido como Santuario Diocesano por Juan Larrea Holguín  el 22 de agosto de 1998.
Pero a partir de la canonización, el 12 de octubre de 2008, una impresionante multitud de devotos acudieron a aquel Santuario y lo continúan haciéndolo hasta la actualidad, ya que llegan peregrinos de las diversas regiones y provincias del país e inclusive del exterior.